# Euchirella rostrata
Euchirella rostrata är en kräftdjursart som först beskrevs av Claus 1866.  Euchirella rostrata ingår i släktet Euchirella och familjen Aetideidae. Inga underarter finns listade i Catalogue of Life.